# 6. zračnoprevozni bataljon (Južni Vietnam)
6. zračnoprevozni bataljon (vietnamsko 6. Tieu-Doan Nhuy-Du; kratica 6. TDND) je bila padalska enota Armade Republike Vietnam.

## Zgodovina
Bataljon je bil ustanovljen s preoblikovanjem bivšega 6. bataljona vietnamskih padalcev; ob tem je bil dodeljen Zračnoprevozni skupini.
Med ofenzivo Tet je bil bataljon poslan v bitko za Hue, kjer je sodeloval v ponovni osvojitvi mesta. Aprila 1968 je bataljon sodeloval v reševalni operaciji obkoljene garnizije v Khe Sanhu.
Bataljon je bil januarja 1975 poslan v provinco Quang Nam, kjer je sodelovala v obrambnih bojih.  

## Organizacija
- štab
- podporna četa
- 1. strelska četa
- 2. strelska četa
- 3. strelska četa
- 4. strelska četa